# Ближнеейский
Ближнее́йский — посёлок в Ейском районе Краснодарского края. Часто характеризуется как район Ейска.

## География
Расположен в непосредственной близости от города Ейска.
Как и весь Край, посёлок расположен в зоне Московского времени.

## Расстояние относительно других нас.пунктов
- Ейск — 7,3 км
- Краснодар — 249 км
- Ростов-на-Дону — 181 км
- Керчь — 270 км

## Население
| 2002 | 2010 |
| ---- | ---- |
| 252  | ↗313 |

По большей части, является частным сектором города, в котором люди живут во времена курортного сезона. На данный момент точная численность населения остаётся неизвестной.